# 基尔凯埃
基尔凯埃（Kirkee），是印度马哈拉施特拉邦浦那县的一个城镇。总人口76608（2001年）。

## 人口
该地2001年总人口76608人，其中男性42938人，女性33670人；0—6岁人口8243人，其中男4387人，女3856人；识字率79.91%，其中男性为84.91%，女性为73.53%。